# Diskografija Jennifer Lopez
Diskografija Jennifer Lopez, američke pjevačice i glumice, obuhvaća sedam studijskih albuma, od čega šest na engleskom jeziku te jedan na španjolskom, 25 singlova, tri glazbena DVD-a te jednu kompilaciju s remiksevima.
Lopez je glazbenu karijeru započela 1999. godine s objavom albuma On the 6. S albuma su objavljeni hit singlovi "If You Had My Love" i "Waiting for Tonight", a sam je album nagrađen s desetak platinastih certifikacija. Dvije godine kasnije objavljuje svoj drugi studijski album J. Lo. Album je njen najuspješniji u karijeri, s prodajom od 8 milijuna primjeraka i s dodijeljenih 20-ak platinastih certifikacija. Najuspješniji singlovi s albuma su "Love Don't Cost a Thing" i "Play". Sljedeće godine objavljuje kompilaciju s remiksevima imena J to tha L-O!: The Remixes. Iste godine objavljuje svoj treći studijski album This Is Me... Then i DVD The Reel Me. Godine 2005. objavljuje svoj peti album Rebirth s kojega je objavljen hit "Get Right". Dvije godine kasnije objavljuje svoj prvi album na španjolskom jeziku Como Ama Una Mujer s kojega je objavljen europski hit singl "Que Hiciste", te svoj peti studijski album na engleskom jeziku (šesti sveukupno) Brave. Nakon trogodišnje diskografske stanke, 2010. godine objavit će svoj sedmi studijski album Love?. Za promociju albuma objavljeni su singlovi "Fresh Out The Oven" i "Louboutins".

## Albumi
| Godina | Album                                                                                                  | Najviša pozicija | Najviša pozicija | Najviša pozicija | Najviša pozicija | Najviša pozicija | Najviša pozicija | Najviša pozicija | Najviša pozicija | Najviša pozicija | Certifikacije                                                                                       |
| Godina | Album                                                                                                  | SAD              | UK               | KAN              | AUS              | FRA              | NZ               | ŠVE              | AUT              | ŠVI              | Certifikacije                                                                                       |
| ------ | --- | ---------------- | ---------------- | ---------------- | ---------------- | ---------------- | ---------------- | ---------------- | ---------------- | ---------------- | --------------------------------------------------------------------------------------------------- |
| 1999.  | On the 6 - 1. studijski album - 1. album na engleskom jeziku - Objavljen: 1. lipnja 1999.              | 8                | 14               | 5                | 11               | 15               | 18               | 20               | 7                | 3                | - SAD: 3x platinasta - KAN: 5x platinasta - UK: zlatna - EU: platinasta - AUS: platinasta           |
| 2001.  | J. Lo - 2. studijski album - 2. album na engleskom jeziku - Objavljen: 23. siječnja 2001.              | 1                | 2                | 1                | 2                | 6                | 3                | 7                | 3                | 1                | - SAD: 4x platinasta - KAN: 2x platinasta - UK: platinasta - EU: 2x platinasta - AUS: 2x platinasta |
| 2002.  | J to tha L-O!: The Remixes - Kompilacija s remiksevima - Objavljen: 2. veljače 2002.                   | 1                | 4                | —                | 11               | 14               | 3                | 39               | 11               | 14               | - SAD: platinasta - KAN: platinasta - UK: platinasta - AUS: zlatna - NZ: zlatna                     |
| 2002.  | This Is Me... Then - 3. studijski album - 3. album na engleskom jeziku - Objavljen: 19. studenog 2002. | 2                | 13               | 5                | 14               | 4                | 19               | 7                | 7                | 3                | - SAD: 2x platinasta - KAN: 2x platinasta - UK: platinasta - EU: platinasta - AUS: platinasta       |
| 2005.  | Rebirth - 4. studijski album - 4. album na engleskom jeziku - Objavljen: 1. ožujka 2005.               | 2                | 8                | 2                | 10               | 7                | 22               | 14               | 5                | 1                | - SAD: platinasta - KAN: platinasta - AUS: zlatna - UK: srebrna - JAP: platinasta                   |
| 2007.  | Como Ama Una Mujer - 5. studijski album - 1. album na španjolskom jeziku - Objavljen: 27. ožujka 2007. | 10               | 131              | 50               | —                | 11               | —                | 49               | 10               | 1                | - ŠPA: platinasta - RUS: 2x platinasta - ŠVI: platinasta - MAĐ: zlatna - ITA: zlatna                |
| 2007.  | Brave - 6. studijski album - 5. album na engleskom jeziku - Objavljen: 9. listopada 2007.              | 12               | 24               | 13               | 46               | 28               | —                | 59               | 35               | 6                | - ITA: srebrna - RUS: 2x platinasta                                                                 |
| 2010.  | Love? - 7. studijski album - 6. album na engleskom jeziku                                              | —                | —                | —                | —                | —                | —                | —                | —                | —                | —                                                                                                   |

## Singlovi
| Godina             | Singl                            | Top liste | Top liste | Top liste | Top liste | Top liste | Top liste | Top liste | Top liste | Top liste | Top liste | Album                      |
| Godina             | Singl                            | SAD       | DANCE     | UK        | KAN       | AUS       | IRS       | NZ        | NIZ       | ŠVE       | AUT       | Album                      |
| ------------------ | -------------------------------- | --------- | --------- | --------- | --------- | --------- | --------- | --------- | --------- | --------- | --------- | -------------------------- |
| 1999.              | "If You Had My Love"             | 1         | 5         | 4         | 1         | 1         | 8         | 1         | 1         | 9         | 13        | On the 6                   |
| 1999.              | "No Me Ames"                     | —         | —         | —         | —         | —         | —         | —         | —         | —         | —         | On the 6                   |
| 1999.              | "Waiting for Tonight"            | 8         | 1         | 5         | 13        | 4         | 13        | 5         | 5         | 16        | 24        | On the 6                   |
| 2000.              | "Feelin' So Good"                | 51        | —         | 15        | 7         | 20        | 43        | 11        | 30        | 58        | —         | On the 6                   |
| 2000.              | "Let's Get Loud" 1               | —         | 39        | —         | —         | 9         | —         | —         | 2         | 52        | 11        | On the 6                   |
| 2000.              | "Love Don't Cost a Thing"        | 3         | 9         | 1         | 1         | 4         | 4         | 1         | 1         | 3         | 4         | J.Lo                       |
| 2000.              | "Play"                           | 18        | 2         | 3         | 5         | 14        | 10        | 7         | 7         | 10        | 21        | J.Lo                       |
| 2000.              | "Ain't It Funny 1                | —         | —         | 3         | —         | 25        | 9         | 31        | 2         | 3         | 16        | J.Lo                       |
| 2000.              | "I'm Real"                       | 1         | —         | 4         | 6         | 3         | 13        | 3         | 3         | 6         | 25        | J.Lo                       |
| 2001.              | "Ain't It Funny (Murder Remix)"  | 1         | 8         | 4         | 12        | 9         | 8         | 34        | 10        | —         | 42        | J to tha L-O!: The Remixes |
| 2001.              | "I'm Gonna Be Alright" / "Alive" | 10        | 2         | 3         | 29        | 16        | 13        | 30        | 9         | 22        | 25        | J to tha L-O!: The Remixes |
| 2002.              | "Jenny From The Block"           | 3         | —         | 3         | 1         | 5         | 12        | 6         | 3         | 7         | 7         | This Is Me... Then         |
| 2003.              | "All I Have"                     | 1         | —         | 2         | 6         | 2         | 7         | 1         | 3         | 4         | 38        | This Is Me... Then         |
| 2003.              | "I'm Glad"                       | 32        | 4         | 11        | 8         | 10        | 19        | 22        | 6         | 51        | 50        | This Is Me... Then         |
| 2004.              | "Baby I Love U!" 2               | 72        | —         | 3         | —         | —         | 16        | —         | —         | —         | —         | This Is Me... Then         |
| 2005.              | "Get Right"                      | 12        | 1         | 1         | 3         | 3         | 1         | 2         | 2         | 11        | 11        | Rebirth                    |
| 2005.              | "Hold You Down"                  | 64        | —         | 6         | —         | 16        | 15        | 14        | 38        | —         | —         | Rebirth                    |
| 2007.              | "Qué Hiciste"                    | 86        | 1         | —         | —         | —         | —         | —         | —         | —         | —         | Como Ama una Mujer         |
| 2007.              | "Me Haces Falta" 3               | —         | —         | —         | —         | —         | —         | —         | —         | —         | —         | Como Ama una Mujer         |
| 2007.              | "Por Arriesgarnos" 3             | —         | —         | —         | —         | —         | —         | —         | —         | —         | —         | Como Ama una Mujer         |
| 2007.              | "Do It Well"                     | 31        | 1         | 11        | 23        | 18        | 13        | —         | 30        | 54        | 34        | Brave                      |
| 2008.              | "Hold It Don't Drop It" 4        | —         | 1         | 72        | —         | —         | —         | —         | —         | —         | —         | Brave                      |
| 2009.              | "Fresh Out The Oven" 3           | —         | 1         | —         | —         | —         | —         | —         | —         | —         | —         | Love?                      |
| 2010.              | "Louboutins" 5                   | —         | 1         | —         | —         | —         | —         | —         | —         | —         | —         | Love?                      |
| 2010.              | "Everybody's Girl" 6             | —         | —         | —         | —         | —         | —         | —         | —         | —         | —         | Love?                      |
| Gostujući singlovi |                                  |           |           |           |           |           |           |           |           |           |           |                            |
| 2006.              | "Control Myself"                 | 4         | —         | 2         | 4         | 17        | 5         | 7         | 13        | —         | 70        | Todd Smith                 |
| 2008.              | "This Boy's Fire"                | —         | —         | —         | —         | —         | —         | —         | —         | —         | —         | Ultimate Santana           |
| Broj 1 singlova    | Broj 1 singlova                  | 4         | 7         | 2         | 3         | 1         | 1         | 2         | 2         | 0         | 0         |                            |

Napomene
1 - objavljeno samo u Europi i Australiji 

2 - objavljeno samo u SAD-u i Ujedinjenom Kraljevstvu 

3 - promotivni singl 

4 - objavljeno samo u Europi 

5 - objavljeno samo u SAD-u 

6 - nadolazeći singl

### Promotivni singlovi
| Godina | Singl                 | Album              |
| ------ | --------------------- | ------------------ |
| 2000.  | "El Deseo de Tu Amor" | On the 6           |
| 2000.  | "Open Off My Love"    | On the 6           |
| 2001.  | "Cariño"              | J. Lo              |
| 2001.  | "Si Ya Se Acabó"      | J. Lo              |
| 2004.  | "The One"             | This Is Me... Then |
| 2004.  | "Still"               | This Is Me... Then |
| 2005.  | "Step into My World"  | Rebirth            |
| 2005.  | "Cherry Pie"          | Rebirth            |
| 2007.  | "Te Voy A Querer"     | Como Ama Una Mujer |
| 2007.  | "Porque Te Marchas"   | Como Ama Una Mujer |
| 2007.  | "Mile In These Shoes" | Brave              |

### Soundtrackovi
| Godina | Pjesma               | Film               |
| ------ | -------------------- | ------------------ |
| 1999.  | "Baila"              | Music of the Heart |
| 2002.  | "Alive"              | Sad je dosta       |
| 2003.  | "Baby I Love U!"     | Gigli              |
| 2007.  | "Toma De Mi"         | El Cantante        |
| 2007.  | "Porque La Vida Asi" | Na granici         |

## Videoalbumi
| Godina | DVD                                                            | Certifikacije        |
| ------ | -------------------------------------------------------------- | -------------------- |
| 2000.  | Feelin' So Good - Objavljen: 10. listopada 2000. - Format: DVD | - SAD: zlatna        |
| 2003.  | Let's Get Loud - Objavljen: 11. veljače 2003. - Format: DVD    | - SAD: zlatna        |
| 2003.  | The Reel Me - Objavljen: 18. studenog 2003. - Format: DVD      | - SAD: 3x platinasta |

## Videospotovi
| Godina | Video                           | Redatelj         |
| ------ | ------------------------------- | ---------------- |
| 1999.  | "If You Had My Love"            | Paul Hunter      |
| 1999.  | "No Me Ames"                    | Kevin Bray       |
| 1999.  | "Waiting for Tonight"           | Francis Lawrence |
| 1999.  | "Waiting for Tonight" (remix)   | Francis Lawrence |
| 1999.  | "Una Noche Más"                 | Francis Lawrence |
| 2000.  | "Let's Get Loud"                | Jeffrey Doe      |
| 2000.  | "Feelin' So Good"               | Paul Hunter      |
| 2001.  | "Love Don't Cost a Thing"       | Paul Hunter      |
| 2001.  | "Play"                          | Francis Lawrence |
| 2001.  | "Ain't It Funny"                | Herb Ritts       |
| 2001.  | "I'm Real"                      | Dave Meyers      |
| 2001.  | "I'm Real (Murder Remix)        | Dave Meyers      |
| 2002   | "Ain't It Funny (Murder Remix)" | Cris Judd        |
| 2002   | "I'm Gonna Be Alright"          | Dave Meyers      |
| 2002   | "Alive"                         | Jim Gable        |
| 2002   | "Jenny from the Block"          | Francis Lawrence |
| 2002   | "Jenny from the Block" (remix)  | Francis Lawrence |
| 2003.  | "All I Have"                    | Dave Meyers      |
| 2003.  | "I'm Glad"                      | David LaChapelle |
| 2003.  | "Baby I Love U!"                | Meier Avis       |
| 2005.  | "Get Right"                     | Francis Lawrence |
| 2005.  | "Get Right" (remix)             | Diane Martel     |
| 2005.  | "Hold You Down"                 | Diane Martel     |
| 2006   | "Control Myself"                | Hype Williams    |
| 2006   | "Qué Hiciste"                   | Michael Haussman |
| 2007.  | "Me Haces Falta"                | Sanji            |
| 2007.  | "Do It Well"                    | David LaChapelle |
| 2007.  | "Hold It, Don't Drop It"        | Melina           |
| 2007.  | "Brave" (neobjavljen)           | Michael Haussman |
| 2008.  | "Por Arriesgarnos"              | Kevin Meléndez   |
| 2009.  | "Fresh Out The Oven"            | Jonas Åkerlund   |